# Адриан Югский
Адриа́н Ю́гский (в миру Андре́й Ива́нович Семёновский; 4 [16] июля 1800, Семеновское, Ярославская губерния — 7 [19] августа 1853, Югская Дорофеева пустынь, Ярославская губерния) — иеромонах Русской православной церкви, насельник Югской Дорофеевой пустыни. Получил известность как странник, оставил руководство по странничеству.

## Биография
Родился 4 июля 1800 года в селе Семёновское Пошехонского уезда Ярославской губернии (ныне Первомайский район Ярославской области) в семье дьякона.
Окончил духовное училище, поступил в Ярославскую духовную семинарию. В 1820 году, окончив нижнее отделение, оставил учёбу в семинарии и поступил в Адрианов Пошехонский монастырь. 4 апреля 1826 года пострижен в монахи с именем Адриан в честь Адриана Пошехонского. 2 ноября того же года рукоположен в диакона, а 9 ноября — в иеромонаха. Благодаря его усилиям, в монастыре была открыта гостиница для паломников и сооружена часовня над колодцем преподобного Адриана. В 1831 году назначен казначеем монастыря. Позднее Адриан принял обет молчания и юродство, много времени проводил в скитаниях и странствиях.
25 января 1851 года, согласно резолюции архиепископа Ярославского и Ростовского Евгения, перемещен был в Югскую Дорофееву пустынь. Скончался 7 августа 1853 года, похоронен напротив алтаря соборной церкви Дорофевой пустыни.
После смерти Адриана его почитатели сделали извлечение из его писем и напечатали в двух томах в Санкт-Петербурге в 1861 году под заглавием «Руководство к духовной жизни старца Адриана, иеромонаха Югской Дорофевой пустыни». В этом издании находятся сведения о жизни Адриана.